# Long Beach Peninsula
Long Beach Peninsula (engl.: long beach für „langer Strand“ und peninsula für „Halbinsel“) ist eine 45 Kilometer lange Halbinsel an der Pazifikküste im US-Bundesstaat Washington. Sie grenzt im Süden an den Columbia River, im Westen an den Pazifik und im Osten an die Willapa Bay. Die Nordspitze wird Leadbetter Point genannt, die Südspitze zur Mündung des Columbia River heißt Cape Disappointment.

## Geschichte
Cape Disappointment wurde 1788 durch den englischen Kapitän John Meares auf der erfolglosen Suche nach der Nordwestpassage benannt. Die Nordspitze nannte er Low Point. Cape Disappointment war der westlichste Punkt, den die Lewis-und-Clark-Expedition 1805 erreichte. Low Point wurde 1852 zu Ehren von Danville Leadbetter, einem Offizier der US-Küstenvermessung in Leadbetter Point umbenannt.  Der Ort Oysterville wurde bereits 1854 gegründet und gelangte durch Austernfischerei zu Wohlstand. 1856 wurde der Cape Disappointment-Leuchtturm errichtet, der heute der älteste funktionsfähige Leuchtturm an der US-amerikanischen Westküste ist. Während des Sezessionskriegs wurde 1862 ein Fort bei Cape Disappointment zum Schutz der Mündung des Columbia River errichtet. 1875 wurde diese Befestigung in Fort Canby umbenannt und 1896 durch die Anlage von Fort Columbia noch verstärkt. Die beiden Küstenforts wurden bis zum Ende des Zweiten Weltkriegs militärisch genutzt.

## Geografie
Die Long Beach Peninsula besitzt mit 45 Kilometern den längsten Sandstrand der US-amerikanischen Pazifikküste. Der Strand darf mit Autos befahren werden, so dass das Fremdenverkehrsbüro der Halbinsel ihn als den „längsten mit Autos befahrbaren Sandstrand der Welt“ rühmt. Auf der Halbinsel befinden sich vier State Parks:
1. An der Nordspitze befindet sich der Leadbetter Point State Park und das nördlich angrenzende Willapa National Wildlife Refuge
2. Der kleine, nur vier Hektar große Pacific Pines State Park im Ort Ocean Park sollte ursprünglich als Bauland erschlossen werden, dient aber nun als Picknickplatz und ermöglicht einen freien Zugang zum Sandstrand an der Pazifikküste.
3. Der Loomis Lake State Park liegt sechs Kilometer südlich der Stadt Ocean Park. Der Park ist zweigeteilt. Eine 5,5 Hektar große Fläche dient als Picknickplatz und freier Zugang zum Sandstrand an der Pazifikküste. Der namensgebende, vier Kilometer lange Loomis Lake gehört nicht zu diesem Teil. Der See, mit vier Kilometern Länge der größte See der Long Beach Peninsula, grenzt an den mit 113 Hektar wesentlich größere Teils des State Parks. Dieses Gebiet dient als Vogelschutzgebiet für den Trompeterschwan und ist nicht zugänglich. Benannt wurde der See und der Park nach Louis Loomis, einem Reeder aus dem 19. Jahrhundert.
4. Die Südspitze der Halbinsel nimmt der 7,6 Quadratkilometer große Cape Disappointment State Park ein, der über einen großen Campingplatz, zwei Leuchttürme, den Relikten des Forts Canby sowie über ursprünglich erhaltenen Küstenwald und Salzwassermarschen verfügt.

## Wirtschaft
Aufgrund seines Sandstrands und der guten Erreichbarkeit von Portland und Seattle aus ist die Long Beach Peninsula heute ein Zentrum des Fremdenverkehrs. Besonders die Orte Ilwaco, Long Beach und Seaview sind stark touristisch geprägt. Der Ort Oysterville steht komplett unter Denkmalschutz. Die Austernfischerei hat auf der Halbinsel keine große Bedeutung mehr.